# Hanna Åbom
Hanna Åbom, tidigare Ågren, född 19 juli 1985, är en svensk före detta fotbollsspelare.

## Karriär
Åboms moderklubb är Sala FF och hon spelade därefter sju säsonger i Västeråsklubben Gideonsbergs IF. Inför säsongen 2009 gick Åbom till KIF Örebro. Hon spelade 65 matcher på fyra säsonger i Damallsvenskan för KIF Örebro under åren 2009–2012.
I februari 2014 gick Åbom till division 1-klubben Örebro SK Söder. I februari 2015 avslutade hon sin fotbollskarriär.

## Meriter
KIF Örebro
- Svenska cupen: 2010[9]